# David Evert Ekman
David Evert Ekman, född 29 juni 1916 i Degerfors, död 11 september 2000 i Vrigstad, var översättare av andliga sånger från engelska till svenska. Ekman var Frälsningsofficer 1932–1951, redaktör för tidningen Den unge soldaten. Han hade en redaktörsbefattning vid Svenska Posten. 1962 prästvigdes han.

## Sånger
- Hur underbart att vandra få med Gud
- Frälsningsfana! Dina färger fladdrar friskt i morgonbris
- Låt din härlighet, Jesus, bli sedd hos mig
- Frid som kan bevara